# Mollisia casaresiae
Mollisia casaresiae är en svampart som beskrevs av J. Webster, Shearer & Spooner 1993. Mollisia casaresiae ingår i släktet Mollisia och familjen Dermateaceae.   Inga underarter finns listade i Catalogue of Life.